# Sonny Is King
Sonny Is King ist eine LP, die der US-amerikanische Mundharmonikaspieler Sonny Terry im Jahr 1963 veröffentlicht hat.
Die LP enthält auf der A-Seite (Track 1 bis 5) Aufnahmen aus dem Jahr 1960 mit dem Gitarristen Lightnin’ Hopkins und einer Rhythmusgruppe mit Leonard Gaskin am Bass und Belton Evans am Schlagzeug. Obwohl beide verschiedene Stile pflegten, entstand im Studio sofort ein gegenseitiges Verständnis. Die Aufnahmen auf der B-Seite der LP wurden zwei Jahre später mit seinem langjährigen Weggefährten Brownie McGhee aufgenommen. Terry wird hier nur von der Gitarre begleitet; die Aufnahmen kommen ohne Rhythmusgruppe aus.
Im Jahr 1990 wurde die Aufnahme digital bearbeitet und in der Reihe Original Blues Classics Compact Discs von Prestige/Bluesville Records als CD wiederveröffentlicht.

## Titelliste
- 1. One Monkey Don't Stop the Show
- 2. Changed the Lock on My Door
- 3. Tater Pie
- 4. She's So Sweet
- 5. Diggin' My Potatoes

Sonny Terry (Harmonika), Lightnin’ Hopkins (Gitarre), Leonard Gaskin (Bass), Belton Evans (Schlagzeug)
- 6. Sonny's Coming
- 7. Ida Mae
- 8. Callin' My Mama
- 9. Bad Luck
- 10. Blues From the Bottom

Sonny Terry (Harmonika), Brownie McGhee (Gitarre)
Alle Titel wurden von Sonny Terry geschrieben.

## Kritikerstimmen
- ...the rhythm section fails to kick the pair into overdrive. Thom Owens - All Music Guide (...die Rhythmusgruppe kann das Paar nicht so richtig antreiben.)
- While these aren't among the duo's very best recordings, they are nonetheless enjoyable... Thom Owens - All Music Guide (Auch wenn diese nicht zu den besten Aufnahmen des Duos gehören, so sind sie trotzdem  genießbar...)[4]
- This is country blues, pure and simple, beautifully and masterfully performed by Sonny. Amazon (Das ist purer und einfacher Countryblues, schön und meisterhaft vorgetragen von Sonny.)[5]
- Terry was a remarkable mouth harp player, and these performances are first rate... Dennis Davis, Hi-Fi+, Issue 43 Hi - Fi+ -Rating: Recording = 7/10; Music = 8/10(Terry ist ein bemerkenswerter Mundharmonikaspieler und diese Darbietungen sind erstklassig.)[6]